# 耶洛斯普林斯鎮區 (愛荷華州德梅因縣)
耶洛斯普林斯鎮區（英語：Yellow Springs Township）是位於美國愛荷華州德梅因縣的一個行政鎮區。

## 地方資料
根據2010年美國人口普查的數據，耶洛斯普林斯鎮區的面積為121.46平方千米，當中陸地面積為121.42平方千米，而水域面積為0.04平方千米。當地共有人口553人，而人口密度為每平方千米4.55人。